# Leon Tomșa
Leon Tomșa – hospodar Wołoszczyzny w latach 1629–1632.
Był synem hospodara mołdawskiego Stefana Tomșa. Przed objęciem tronu hospodarskiego zajmował się handlem ostrygami. Wprowadzony na tron został zmuszony przez bojarów wołoskich do obietnicy szeregu ustępstw podatkowych oraz usunięcia z urzędów Greków (lipiec 1631). Synem Leona był hospodar wołoski Radu XII Leon.